# Kourtessé
Kourtessé est un village de la Région du Nord du Cameroun. Il est situé dans l'arrondissement de Poli dans le département du Faro.
Le village est un fait partie du lamidat de Gare et compte 258 habitants en 2005
Kourtessé possède un grand marché ainsi qu'un centre de santé intégré. 